# Thalassoascus cystoseirae
Thalassoascus cystoseirae är en svampart som först beskrevs av Ollivier, och fick sitt nu gällande namn av Jan Kohlmeyer 1981. Thalassoascus cystoseirae ingår i släktet Thalassoascus, klassen Dothideomycetes, divisionen sporsäcksvampar och riket svampar.   Inga underarter finns listade i Catalogue of Life.